# Chlorid ytterbnatý
Chlorid ytterbnatý, YbCl2, je zelená krystalická látka.
Připravuje se redukcí chloridu ytterbitého vodíkem nebo kovovým ytterbiem.
2 YbCl3 + H2 → 2 YbCl2 + 2 HCl
2 YbCl3 + Yb → 3 YbCl2
Podobně jako ostatní ytterbnaté sloučeniny a jiné nízkovalentní sloučeniny vzácných kovů má silné redukční vlastnosti. Je nestabilní ve vodných roztocích, protože redukuje vodu na plynný vodík.